# شوهي ماتسوناغا
شوهي ماتسوناغا (باليابانية: 松永 祥兵) (7 يناير 1989 في ميشيما في اليابان – )؛ هو لاعب كرة قدم ياباني سابق كان يلعب كلاعب وسط.

## وصلات خارجية
- شوهي ماتسوناغا على موقع رابطة كرة القدم اليابانية للمحترفين (اليابانية)
- شوهي ماتسوناغا على موقع قاعدة بيانات كرة القدم.إي يو (الإنجليزية)
- شوهي ماتسوناغا على موقع بيانات كرة القدم. دي إي (الألمانية)
- شوهي ماتسوناغا على موقع Soccerway.com (الإنجليزية)
- شوهي ماتسوناغا على موقع عالم كرة القدم.نت (الإنجليزية)